# هارولد ستافورد
هارولد ستافورد هو محامي وسياسي كندي، ولد في 20 أبريل 1921 في فريدريكتون في كندا، وتوفي في 18 يناير 2005. نشط حزبياً في الحزب الليبرالي الكندي. وقد انتخب عضو مجلس العموم الكندي.